# Euphyia perspicuata
Euphyia perspicuata är en fjärilsart som beskrevs av Walker 1862. Euphyia perspicuata ingår i släktet Euphyia och familjen mätare. Inga underarter finns listade i Catalogue of Life.